# Borzeguim

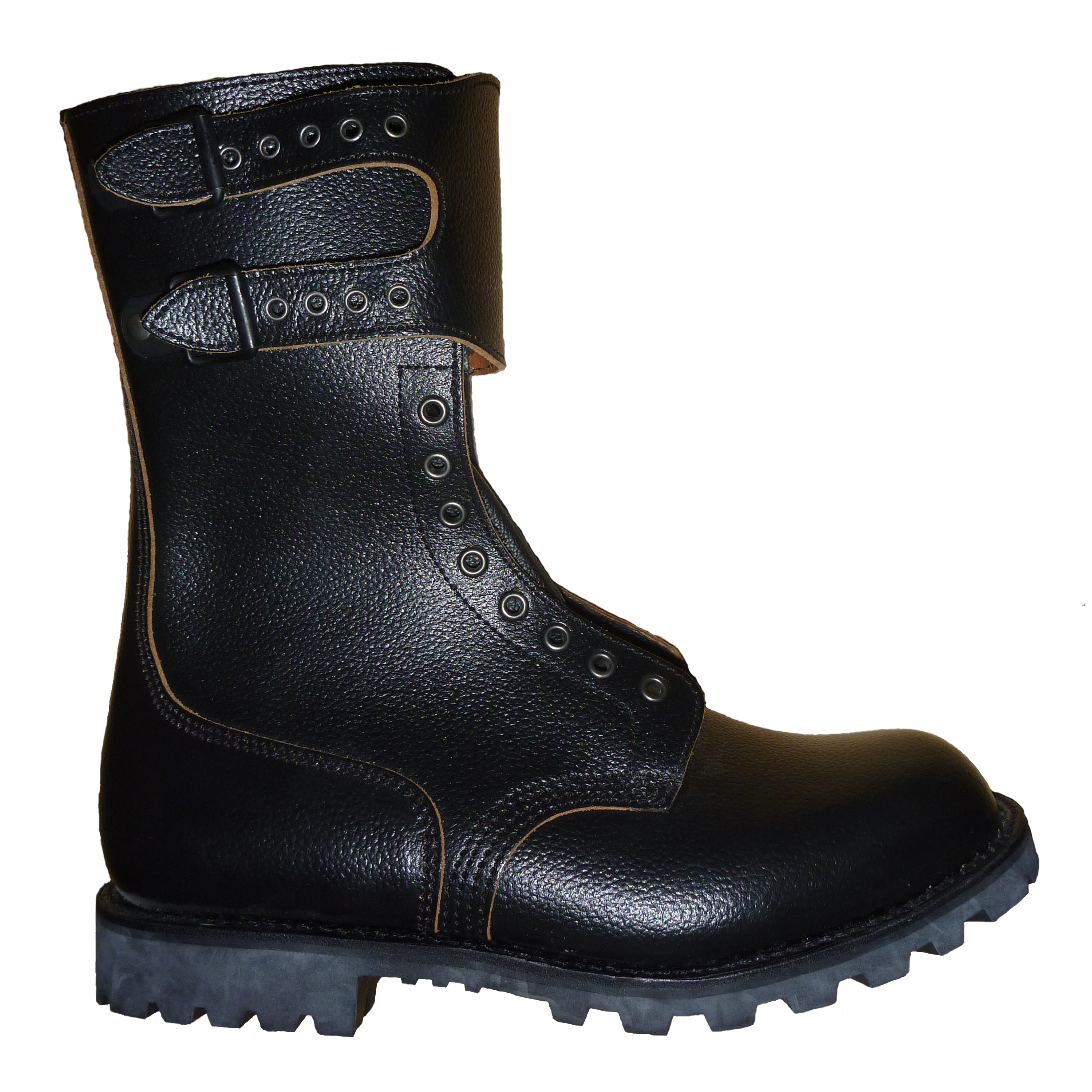
Um borzeguim militar

Borzeguim (em francês: brodequin, do neerlandês broseken) é um sapato de cano médio, com cadarços trançados. É geralmente feito em couro e já foi utilizado pelo exército e marinha do Brasil.